# Eutettix subaenea
Eutettix subaenea är en insektsart som beskrevs av Van Duzee 1890. Eutettix subaenea ingår i släktet Eutettix och familjen dvärgstritar. Inga underarter finns listade i Catalogue of Life.